# Sievi
Sievi är en kommun i landskapet Norra Österbotten i Finland. Sievi har 4 781 invånare och har en yta på 800,79 km².
Grannkommuner är Haapajärvi, Kalajoki, Kannus, Lestijärvi, Nivala, Reisjärvi, Toholampi och Ylivieska.
Sievi är enspråkigt finskt.

## Tätorter
Vid Statistikcentralens tätortsavgränsning den 31 december 2021 fanns tre tätorter inom Sievi kommuns område:
| Nr | Tätort            | Folkmängd |
| -- | ----------------- | --------- |
| 1  | Sievi kyrkoby     | 1 726     |
| 2  | Jyrinki           | 348       |
| 2  | Järvikylä (Sievi) | 296       |

## Styre och politik

### Mandatfördelning i Sievi kommun, valen 1976–2021
| 7 |  | 17 | 2 |

| 5 |  | 2 | 17 | 2 |

| 4 |  | 3 | 15 | 4 |

| 4 |  | 2 | 17 | 3 |

| 4 |  | 2 | 17 | 3 |

| 3 |  | 20 | 3 |

| 3 |  | 20 | 3 |

| 3 |  | 21 | 2 |

| 22 | 5 |

| 3 |  | 21 | 2 |

| 16 | 11 |

| 3 | 5 | 18 |  |

| 21 | 6 |

| 2 | 6 | 18 |  |

| 17 | 10 |

| 1 | 1 | 5 | 13 | 1 |

| 18 | 3 |

### Vänorter
Sievi har inga vänorter.

## Befolkning

### Befolkningsutveckling
| Befolkningsutvecklingen i Sievi kommun 1975–2020                                                             | Befolkningsutvecklingen i Sievi kommun 1975–2020 | Befolkningsutvecklingen i Sievi kommun 1975–2020 | Befolkningsutvecklingen i Sievi kommun 1975–2020 | Befolkningsutvecklingen i Sievi kommun 1975–2020 |
| --- | ------------------------------------------------ | ------------------------------------------------ | ------------------------------------------------ | ------------------------------------------------ |
| |                                                  |                                                  |                                                  |                                                  |
| År |                                                  |                                                  | Folkmängd                                        |                                                  |
| 1975 | 1975                                             |                                                  | 4 454                                            |                                                  |
| 1980 | 1980                                             |                                                  | 4 420                                            |                                                  |
| 1985 | 1985                                             |                                                  | 4 630                                            |                                                  |
| 1990 | 1990                                             |                                                  | 4 710                                            |                                                  |
| 1995 | 1995                                             |                                                  | 4 842                                            |                                                  |
| 2000 | 2000                                             |                                                  | 5 151                                            |                                                  |
| 2005 | 2005                                             |                                                  | 5 192                                            |                                                  |
| 2010 | 2010                                             |                                                  | 5 310                                            |                                                  |
| 2015 | 2015                                             |                                                  | 5 124                                            |                                                  |
| 2020 | 2020                                             |                                                  | 4 834                                            |                                                  |
| Anm: Uppgifterna avser förhållandena den 31 december nämnda år enligt områdesindelningen den 1 januari 2022. |                                                  |                                                  |                                                  |                                                  |

### Språk
Befolkningen efter språk (modersmål) den 31 december 2021. Finska, svenska och samiska räknas som inhemska språk då de har officiell status i landet. Resten av språken räknas som främmande. För språk med färre än 10 talare är siffran dold av Statistikcentralen på grund av sekretesskäl.
| Språk                        | Talare 2021-12-31 | Talare 2021-12-31 |
| Språk                        | Antal             | Andel (%)         |
| ---------------------------- | ----------------- | ----------------- |
| Hela befolkningen            | 4 781             | 100,0             |
| Inhemska språk totalt        | 4 686             | 98,0              |
| Finska                       | 4 677             | 97,8              |
| Svenska                      | 9                 | 0,2               |
| Främmande språk totalt       | 95                | 2,0               |
| Ryska                        | 42                | 0,9               |
| Thailändska                  | 26                | 0,5               |
| Språk med färre än 10 talare | 27                | 0,6               |

|  | Finska (97,8 %) |

|  | Svenska (0,2 %) |

|  | Främmande språk (2 %) |

|  | Finska (97,8 %) |

|  | Svenska (0,2 %) |

|  | Främmande språk (2 %) |